# دوري الدرجة الأولى العماني
دوري الدرجة الأولى العماني (المعروف باسم دوري الدرجة الأولى عمانتل لأغراض الرعاية) هو ثاني أعلى دوري كرة قدم في عمان. يتنافس فيه 13 فريقًا، يحل أفضل فريقين محل الفريقين الأخيرين في دوري المحترفين العماني، بينما يواجه الفريق صاحب المركز الثالث مباراة فاصلة في مواجهة الفريق الثالث صاحب المركز الأخير من أجل الحصول على الترقية. وهي واحدة من أربعة أقسام يضمها الاتحاد العماني لكرة القدم (الهيئة الإدارية الرئيسية لكرة القدم في عمان)، وتضم 12 فريقًا، بينما يضم كل من دوري الدرجة الثانية والثالثة 13 و20 ناديًا لكل منهما.
تدخل جميع فرق الدرجة الأولى في قرعة كأس السلطان قابوس. وصل فريقان من الدرجة الأولى إلى ربع النهائي في عام 2016. بدأ دوري الدرجة الأولى العماني 2016-2017 في 18 سبتمبر. هبط نادي المصنعة، وصور، وصلالة إلى دوري الدرجة الأولى العماني 2016-2017. يتصدر دوري الدرجة الأولى العماني 2016-2017 (اعتبارًا من 20 فبراير 2017) الوافدين الجدد السلام، بالكاد يتفوقون على نادي السيب بفارق الأهداف.

## أندية 2015–16
- نادى الكامل والوافى
- نادي المضيبي
- نادي الطليعة
- نادي الاتحاد (صلالة)
- نادي الرستاق
- نادي اهلي سباب
- نادي بهلاء
- نادي السيب
- نادي بوشر
- نادي جعلان
- نادي عمان
- نادي مرباط
- نادي نزوى
- الوحدة[8]

انتقل كل من نادي الرستاق ونادي عمان وجعلان إلى دوري المحترفين العماني 2016-2017.

## فرق جديدة 2016–17
- المصنعة (هبط من الدوري العماني للمحترفين 2015-16)
- صور (هبط من الدوري العماني للمحترفين 2015-16)
- صلالة (هبط من 2015-16 دوري المحترفين العماني)
- السلام (صعد من 2015-16 دوري الدرجة الثانية العماني)
- نادي بديا (انتقل من دوري الدرجة الثانية العماني من 2015-2016).

الأندية التي ارتفع تصنيفها: http://www.goalzz.com/؟c=11733

## الفائزون
| الموسم  | البطل      |
| ------- | ---------- |
| 2009-10 | أهلي سيداب |
| 2010-11 | صور SC     |
| 2011-12 | نادي صحم   |
| 2012-13 | الاتحاد    |
| 2013-14 | الخابورة   |
| 2014-15 | نادي مسقط  |
| 2015–16 | الرستاق    |
| 17-2016 | المضيبي    |
| 18-2017 | الرستاق    |
| 19-2018 | بهلا       |
| 20-2019 | نزوى       |
| 21-2020 | لم يستكمل  |
| 22-2021 | البشائر    |
| 23-2022 | عبري       |
| 24-2023 | صحم        |
| 25-2024 | ظفار       |

## الحذاء الذهبي
- 2014-15 فيليب أورواسون أريمو